# Чемпионат СССР по хоккею с шайбой 1986/1987 (составы)
Составы команд, участвовавших в чемпионате СССР по хоккею с шайбой 1986/1987.

## 1. ЦСКА
Вратари: Евгений Белошейкин — 33 игры (62 пропущенные шайбы), Олег Браташ — 9 (15), Александр Тыжных — 1 (3).

Защитники: Вячеслав Фетисов — 39 игр (13 заброшенных шайб + 20 голевых передач), Алексей Касатонов — 40 (13+17), Алексей Гусаров — 38 (4+7), Сергей Стариков — 34 (4+2), Владимир Зубков — 33 (3+1), Владимир Константинов — 35 (2+2), Дмитрий Миронов — 20 (1+3), Игорь Стельнов — 37 (0+2), Игорь Никитин — 9 (1+0), Сергей Селянин — 34 (0+0).

Нападающие: Сергей Макаров — 40 (21+32), Владимир Крутов — 39 (26+24), Игорь Ларионов — 39 (20+26), Вячеслав Быков — 40 (18+15), Андрей Хомутов — 33 (15+18), Михаил Васильев — 34 (16+11), Валерий Каменский — 37 (13+8), Александр Могильный — 28 (15+1), Александр Герасимов — 26 (7+8), Евгений Давыдов — 32 (11+2), Сергей Федоров — 29 (6+6), Александр Зыбин — 26 (4+6, 12), Сергей Осипов — 28 (5+4), Ирек Гимаев — 25 (2+6), Николай Дроздецкий — 7 (3+2), Павел Костичкин — 13 (0+3), Игорь Вязьмикин — 4 (0+0), Андрей Виноградов — 2 (0+0).

Главный тренер — Виктор Тихонов, тренеры — Виктор Кузькин, Борис Михайлов.

## 2. «Динамо» Москва
Вратари: Владимир Мышкин — 26 (71), Михаил Шталенков — 17 (36).

Защитники: Василий Первухин — 39 (11+13), Михаил Татаринов — 40 (10+8), Зинэтула Билялетдинов — 40 (6+5), Олег Микульчик — 39 (5+3), Юрий Вожаков — 40 (3+4), Анатолий Федотов — 18 (3+2), Андрей Пятанов — 13 (3+1), Евгений Попихин — 36 (0+1), Андрей Яковенко — 6 (0+0).

Нападающие: Анатолий Семёнов — 40 (15+29), Сергей Светлов — 36 (20+19), Владимир Зубрильчев — 36 (12+20), Андрей Ломакин — 40 (15+14), Александр Семак — 40 (20+8), Юрий Леонов — 37 (11+9), Анатолий Антипов — 38 (13+6), Николай Варянов — 32 (7+104), Сергей Яшин — 40 (6+11), Мисхат Фахрутдинов — 33 (7+7), Андрей Попугаев — 28 (2+6), Игорь Дорофеев — 13 (3+2), Николай Борщевский — 28 (1+4), Виктор Шкурдюк — 7 (1+1), Александр Гальченюк — 29 (0+2), Виталий Карамнов — 4 (0+0), Владимир Еловиков — 2 (0+0).

Главный тренер — Юрий Моисеев, тренеры — Игорь Тузик, Виталий Давыдов.

## 3. СКА Ленинград
Вратари: Сергей Черкас — 39 (120), Вадим Привалов — 5 (14).

Защитники: Игорь Евдокимов — 34 (4+9), Сергей Шенделев — 34 (5+7), Юрий Гайлик — 36 (4+8), Святослав Хализов — 27 (3+4), Сергей Жуков — 38 (2+5), Дмитрий Кукушкин — 38 (0+5), Александр Михайлов — 30 (1+0), Павел Черенков — 10 (0+0).

Нападающие: Вячеслав Лавров — 39 (11+18), Михаил Кравец — 36 (16+11), Игорь Власов — 40 (18+8), Михаил Панин — 40 (17+9), Андрей Андреев — 40 (13+12), Сергей Одинцов — 38 (12+10), Николай Маслов — 40 (11+9), Сергей Тепляков — 40 (6+13), Николай Дроздецкий — 14 (13+1), Сергей Цветков — 40 (8+6), Сергей Лапшин — 37 (6+6), Василий Каменев — 33 (4+3), Игорь Иванов — 21 (0+1), Андрей Фукс — 4 (0+1).

Главный тренер — Валерий Шилов, тренер — Игорь Щурков, Виктор Кузьмин.

## 4. «Крылья Советов»
- вр Дроздов, Сергей Игоревич
- вр Карпин, Андрей Борисович
- защ Канарейкин, Фёдор Леонидович
- защ Кузнецов, Юрий Борисович
- защ Курашов, Константин Борисович
- защ Макаров, Сергей Викторович
- защ Мурашов, Александр Юрьевич
- защ Подрезов, Вадим Евгеньевич
- защ Страхов, Юрий Николаевич
- защ Терехов, Александр Вячеславович
- нап Авдеев, Иван Иванович
- нап Андреев, Аркадий Фёдорович
- нап Борисков, Игорь Анатольевич
- нап Гордиюк, Виктор Иосифович
- нап Евстифеев, Валерий Александрович
- нап Есмантович, Игорь Вячеславович
- нап Кадыков, Павел Борисович
- нап Кожевников, Александр Викторович
- нап Лебедев, Геннадий Юрьевич
- нап Немчинов, Сергей Львович
- нап Пряхин, Сергей Васильевич
- нап Расько, Игорь Владимирович
- нап Ромашин, Игорь Николаевич
- нап Харин, Сергей Анатольевич
- нап Хмылёв, Юрий Алексеевич
- нап Чижмин, Евгений Валентинович
- нап Штепа, Евгений Юрьевич
- Главный тренер — Игорь Дмитриев

## 5. «Химик»
- вр Герасимов, Владимир Александрович
- вр Герасимов, Леонид Фёдорович
- вр Лаврецкий, Олег Николаевич
- защ Басалгин, Андрей Тимофеевич
- защ Давыдкин, Николай Степанович
- защ Кобзев, Олег Анатольевич
- защ Кольцов, Владимир Васильевич
- защ Монаенков, Игорь Александрович
- защ Олейник, Валерий Андреевич
- защ Семёнов, Анатолий Алексеевич
- защ Смирнов, Александр Евгеньевич
- нап Баженов, Игорь Юрьевич
- нап Брагин, Валерий Николаевич
- нап Ванин, Николай Анатольевич
- нап Донсков, Александр Владимирович
- нап Зелепукин, Валерий Михайлович
- нап Карпов, Сергей Николаевич
- нап Квартальнов, Андрей Вячеславович
- нап Квартальнов, Дмитрий Вячеславович
- нап Клемешов, Юрий Николаевич
- нап Мариненко, Николай Николаевич
- нап Новиков, Игорь Анатольевич
- нап Сандрогайлов, Дмитрий Владимирович
- нап Титов, Герман Михайлович
- нап Трухно, Леонид Станиславович
- нап Щуренко, Владимир Ильич
- Главный тренер — Владимир Васильев

## 6. «Спартак»
- вр Голошумов, Сергей Иванович
- вр Дорощенко, Виктор Антонович
- защ Борисов, Сергей Александрович
- защ Бурлуцкий, Олег Викторович
- защ Малахов, Владимир Игоревич
- защ Мартынов, Игорь Юрьевич
- защ Туников, Вадим Гаврилович
- защ Тюриков, Владимир Вячеславович
- защ Фаткуллин, Александр Рафаилович
- защ Фокин, Сергей Викторович
- защ Чистяков, Андрей Алексеевич
- нап Агейкин, Сергей Николаевич
- нап Болдин, Игорь Петрович
- нап Варнавский, Сергей Валерьевич
- нап Волгин, Герман Юрьевич
- нап Капустин, Сергей Алексеевич
- нап Курдин, Геннадий Геннадьевич
- нап Маринин, Олег Николаевич
- нап Мишуков, Игорь Викторович
- нап Петров, Игорь Зинонович
- нап Прохоров, Виталий Владимирович
- нап Рожков, Дмитрий Николаевич
- нап Саломатин, Алексей Георгиевич
- нап Тюменев, Виктор Николаевич
- нап Шепелев, Сергей Михайлович
- нап Шипицын, Юрий Владимирович
- Главный тренер — Борис Майоров

## 7. «Динамо» Рига
- вр Ирбе, Артур Ариевич
- вр Никитин, Вадим Михайлович
- вр Самойлов, Виталий Анатольевич
- защ Береснев, Леонид Аркадьевич
- защ Григорьев, Константин
- защ Грундманис, Мартиньш
- защ Дурдин, Владимир Владимирович
- защ Зиновьев, Дмитрий Иванович
- защ Катлапс, Улвис
- защ Кузнецов, Валерий Борисович
- защ Матыцин, Андрей Александрович
- защ Таболин, Андрей Михайлович
- защ Фрейманис, Агрис
- нап Акулинин, Игорь Иванович
- нап Белявский, Александр Иосифович
- нап Брезгин, Игорь Александрович
- нап Веселов, Александр Иванович
- нап Витолиньш, Харийс
- нап Гапеенко, Сергей
- нап Дудин, Владимир Аполлинарьевич
- нап Знарок, Олег Валерьевич
- нап Керч, Александр Ярославович
- нап Лубкин, Владимир Викторович
- нап Павлов, Игорь Валентинович
- нап Семеряк, Евгений Степанович
- нап Скосырев, Сергей
- нап Фроликов, Алексей Викторович
- нап Шашов, Владимир Александрович
- нап Шостак, Михаил Борисович
- Главный тренер — Владимир Юрзинов

## 8. «Торпедо» Горький
- вр Котомкин, Александр Викторович
- вр Тюляпкин, Сергей Александрович
- защ Галихманов, Вадим Рашидович
- защ Голышев, Николай Иванович
- защ Кудрявцев, Олег Викторович
- защ Кунин, Сергей Николаевич
- защ Латин, Лев Николаевич
- защ Пресняков, Михаил Михайлович
- защ Сорокин, Сергей Николаевич
- защ Фазлеев, Равиль Шамсиевич
- защ Федосов, Владимир Иванович
- защ Юров, Валерий Геннадьевич
- нап Варнаков, Михаил Павлович
- нап Водопьянов, Анатолий Николаевич
- нап Горшков, Николай Валентинович
- нап Горюнов, Пётр Станиславович
- нап Григорьев, Сергей Юрьевич
- нап Доброхотов, Виктор Петрович
- нап Еганов, Сергей Дмитриевич
- нап Киреев, Владимир Генрихович
- нап Ковин, Владимир Александрович
- нап Кудимов, Евгений Васильевич
- нап Новосёлов, Сергей Александрович
- нап Рьянов, Вячеслав Серафимович
- нап Скворцов, Александр Викентьевич
- нап Торгаев, Павел Викторович
- нап Шестериков, Сергей Владимирович
- Главный тренер — Валерий Кормаков

## 9. «Сокол»
- вр Бруль, Евгений Васильевич
- вр Васильев, Александр Николаевич
- вр Шундров, Юрий Александрович
- защ Бут, Вадим Анатольевич
- защ Васюнин, Олег Васильевич
- защ Годынюк, Александр Олегович
- защ Горбушин, Сергей Евгеньевич
- защ Доника, Анатолий Григорьевич
- защ Кирик, Владимир Михайлович
- защ Посметьев, Олег Евгеньевич
- защ Сидоров, Валерий Николаевич
- защ Шахрай, Валерий Петрович
- защ Ширяев, Валерий Викторович
- нап Алипов, Евгений Леонидович
- нап Ботвинко, Валерий Борисович
- нап Голубович, Владимир Васильевич
- нап Давыдов, Сергей Павлович
- нап Земченко, Сергей Владиленович
- нап Куликов, Александр Петрович
- нап Малков, Петр Александрович
- нап Найда, Анатолий Иванович
- нап Нариманов, Николай Порисламович
- нап Овчинников, Андрей Александрович
- нап Рощин, Евгений Евгеньевич
- нап Сидоров, Андрей Валентинович
- нап Синьков, Олег Владимирович
- нап Степанищев, Анатолий Николаевич
- нап Христич, Дмитрий Анатольевич
- нап Шастин, Евгений Евгеньевич
- нап Юлдашев, Рамиль Раильевич
- Главный тренер — Анатолий Богданов

## 10. «Трактор»
- вр Королёв, Виктор Валентинович
- вр Мыльников, Сергей Александрович
- защ Алексушин, Владимир Борисович
- защ Иконников, Геннадий Иванович
- защ Князев, Игорь Фёдорович
- защ Матушкин, Игорь Витальевич
- защ Парамонов, Сергей Викторович
- защ Сидоренко, Андрей Михайлович
- защ Тимофеев, Анатолий Григорьевич
- защ Трегубенков, Игорь Григорьевич
- нап Андреев, Валерий Борисович
- нап Вихорев, Олег Николаевич
- нап Волобуев, Олег Александрович
- нап Глазков, Александр Степанович
- нап Езовских, Павел Павлович
- нап Знарок, Игорь Валерьевич
- нап Иванов, Сергей Иванович
- нап Пашнин, Сергей Иванович
- нап Перегудов, Константин Викторович
- нап Попов, Валерий Иванович
- нап Рожков, Александр Егорович
- нап Суханов, Николай Николаевич
- нап Хрущёв, Сергей Николаевич
- нап Чистяков, Анатолий Николаевич
- нап Шадрин, Станислав Юрьевич
- нап Шумаков, Юрий Фёдорович
- Главный тренер — Анатолий Шустов

## 11. СК имени Салавата Юлаева
- вр Марьин, Алексей Борисович
- вр Никифоров, Александр Викторович
- защ Козлов, Павел Викторович
- защ Кравчук, Игорь Александрович
- защ Лысенко, Александр Вячеславович
- защ Мисенко, Олег Иванович
- защ Николаев, Александр Львович
- защ Потапов, Михаил Владимирович
- защ Шалаев, Анатолий Васильевич
- нап Беляков, Виктор Николаевич
- нап Бушмелёв, Сергей Адольфович
- нап Вахрушев, Виктор Николаевич
- нап Герасимов, Владимир Петрович
- нап Гимаев, Рашит Фаритович
- нап Емелин, Анатолий Анатольевич
- нап Карпинский, Нормунд Александрович
- нап Лаврентьев, Владимир Алексеевич
- нап Муфтиев, Раиль Мнавирович
- нап Никонов, Юрий Павлович
- нап Полозов, Константин Александрович
- нап Свержов, Сергей Александрович
- нап Сулейманов, Руслан Мухаметханафович
- нап Султанов, Артур Борисович
- нап Хайдаров, Равиль Рафизович
- Главный тренер — Виктор Садомов

## 12. «Автомобилист»
- вр Семёнов, Александр Сергеевич
- вр Шаповалов, Геннадий Андреевич
- защ Авдеев, Виктор Витальевич
- защ Акулов, Сергей Геннадьевич
- защ Васильев, Анатолий Георгиевич
- защ Велижанин, Павел Григорьевич
- защ Каменский, Александр Константинович
- защ Карцев, Александр Иванович
- защ Мартемьянов, Андрей Алексеевич
- нап Анисимов, Андрей Геннадьевич
- нап Баландин, Андрей Иванович
- нап Безроднов, Александр Робертович
- нап Безукладников, Вячеслав Юрьевич
- нап Бойко, Эдуард Владимирович
- нап Бойченко, Олег Николаевич
- нап Ерёмин, Владимир Александрович
- нап Качусов, Сергей Сергеевич
- нап Кутергин, Виктор Александрович
- нап Попов, Дмитрий Владимирович
- нап Старков, Олег Николаевич
- нап Татаринов, Василий Николаевич
- нап Фёдоров, Юрий Васильевич
- нап Ягода, Андрей Владимирович
- Главный тренер — Альберт Фёдоров